# Lolita
För andra betydelser, se Lolita (olika betydelser).
Lolita är en roman av Vladimir Nabokov från 1955 (på svenska 1957). Romanen publicerades först på engelska 1955 i Paris. År 1967 utkom i USA Nabokovs egen översättning till ryska. 

## Handling
Romanen, med undertiteln En änklings bekännelser, berättas av en medelålders man som använder pseudonymen Humbert Humbert. Han skriver sina bekännelser i häktet efter ett mord. Här beskriver han sin livslånga kärlek till vad han kallar nymfetter, en viss typ av unga flickor, och hur han gifte sig med en änka för att få komma hennes 12-åriga dotter närmare. Nabokov demonstrerar sin skicklighet i det att han får läsaren att stundtals glömma bort att det är en sexualbrottsling som är romanens berättare. 

## Inflytande
I romanen skildras Lolita genom Humbert Humberts blick, som en sexuellt brådmogen flicka utan större moraliska reflektioner. Ordet Lolita har också inom exempelvis populärkultur och pornografi kommit att bli synonymt med en oskuldsfullt förförisk och samtidigt skenbart mycket ung flicka; se vidare Lolita.
Sara Stridsbergs roman Darling River är inspirerad av Lolita och har Dolores Haze från romanen som huvudperson. En annan liknande berättelse är Ut ur livet, Karl Ove Knausgårds debutroman.

## Adaptioner
Lolita har filmatiserats två gånger, satts upp som musikal, teaterpjäs, opera och balett. Den första och mest kända filmatiseringen är Stanley Kubricks Lolita från 1962 med skådespelare som James Mason, Shelley Winters, Peter Sellers och Sue Lyon. Nabokov blev nominerad till en Oscar för bästa manus.
År 1997 filmatiserades romanen återigen, denna gång av Adrian Lyne. I rollerna ses Jeremy Irons, Dominique Swain, och Melanie Griffith med flera.

## Svenska översättningar
- Lolita, översättning av Nils Kjellström, Wahlström & Widstrand 1957
- Lolita, översättning av Nils Holmberg, Bonniers 1960
- Lolita, översättning av John-Henri Holmberg, Replik 1998
- Lolita, översättning av Aris Fioretos, Bonniers 2007